# Lindhoopdenkmal

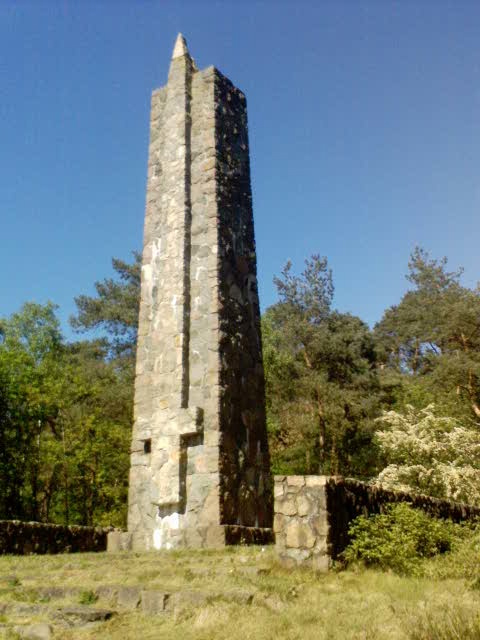
Lindhoopdenkmal (2007)

Das Lindhoopdenkmal ist ein Kriegerdenkmal in der Gemeinde Kirchlinteln in Niedersachsen. Es ist durch seine Bauweise als rund zehn Meter hoher Obelisk in Form eines Schwertes aus behauenen Findlingen einzigartig.

## Material

Eine der Gedenkplatten

Das Lindhoopdenkmal besteht aus Findlingen. Es handelt sich dabei um Felssteine unterschiedlicher Größe, die in der Eiszeit aus Skandinavien in die Lintelner Geest gelangten. Der Großteil der verwendeten Findlinge wurde vor Ort im Raum Kirchlinteln gefunden. Am Kriegerdenkmal befinden sich mehrere Gedenkplatten.

## Baugeschichte
Das Denkmal wurde als Kriegerdenkmal von einem Artillerieregiment der Reichswehr aus Altona errichtet, um der gefallenen Soldaten des Ersten Weltkriegs zu gedenken. Die Standortwahl wurde wegen des im Wald- und Heidegebiet Lindhoop zwischen Kirchlinteln und Verden (Aller) verfügbaren Grundstückes getroffen. Es wurde von einem regimentsangehörigen Hauptmann zur Verfügung gestellt, der aus Kirchlinteln stammte. Das jährliche Regimentstreffen am Denkmal in Kirchlinteln ließ sich so mit einem „Ausflug in die Heide“ verbinden. Das Denkmal wurde nach einem Entwurf des Kunstmalers Adolf Hinzpeter errichtet und 1932 eingeweiht.
Nach der Machtübernahme ließen die Nationalsozialisten im Jahr 1936 die Freifläche vor dem Denkmal als Exerzierplatz herrichten und nutzten den Platz fortan für militärische Appelle.

## Geschichte
In der Folgezeit fanden am Denkmal regelmäßige Reservistentreffen des Altonaer Regimentes mit Kranzniederlegungen statt. 1971 übernahm das Raketenartilleriebataillon 32 der Bundeswehr aus Barme bis zu dessen Auflösung 1993 die Patenschaft für das Denkmal und führte diese Tradition fort. Seit 1993 wurde das Kriegerdenkmal von Kirchlintler Bürgern als örtliche Sehenswürdigkeit gepflegt und ist beliebter Ausgangspunkt für Spaziergänge in der Gemarkung Kirchlinteln.